# مانويل فيدريو
مانويل فيدريو (بالإسبانية: Manuel Vidrio)‏ (مواليد 23 أغسطس 1972) هو لاعب كرة قدم. يلعب مع منتخب المكسيك لكرة القدم. سبق له أن لعب في كأس العالم لكرة القدم مع منتخب بلاده.

## مسيرته الكروية
لعب مانويل فيدريو خلال مسيرته الاحترافية مع 6 أندية في ثمانية عشر موسمًا وسجل خلالها 18 هدفًا ضمن 376 مباراة. ولم يفز بأي موسم بالكأس وفاز في أربعة مواسم بالدوري.
خاض مانويل فيدريو مسيرته مع نادي غوادالاخارا في موسم 1991–92 ليلعب معه خمسة مواسم، مشاركًا في 145 مباراة سجل خلالها 7 أهداف. ثم انتقل إلى نادي تولوكا في موسم 1996–97 لمدة موسم واحد، حيث شارك في 22 مباراة سجل خلالها هدفًا واحدًا. لينتقل بعدها إلى نادي تيكوس في موسم 1997–98 ولمدة موسمين، مشاركًا في 34 مباراة سجل خلالها هدفًا واحدًا أيضًا. ثم انتقل إلى نادي باتشوكا في موسم 1998–99 ليلعب معه ثمانية مواسم، مشاركًا في 165 مباراة سجل خلالها 8 أهداف. هذا وانتقل لاحقًا إلى نادي تيبورونيس روخوس دي فيراكروز في موسم 2005–06 لمدة موسم واحد، مشاركًا في 5 مباريات ولم يسجل أي هدف.

## روابط خارجية
- مانويل فيدريو على موقع الاتحاد الدولي (مؤرشف)  (الإنجليزية)
- مانويل فيدريو على موقع قاعدة بيانات كرة القدم.إي يو (الإنجليزية)
- مانويل فيدريو على موقع ناشيونال فوتبول تيمز (الإنجليزية)
- مانويل فيدريو على موقع Soccerway.com (الإنجليزية)
- مانويل فيدريو على موقع كووورة
- مانويل فيدريو على موقع أوليمبيديا (الإنجليزية)